# Interstate 12
Interstate 12 (afgekort I-12) is een Interstate highway in de Verenigde Staten. De snelweg begint in Baton Rouge  en eindigt bij Slidell. De snelweg loopt volledig door de staat Louisiana. Nadat de Twin Span Bridge (I-10) in 2005 beschadigd raakte door de orkaan Katrina, nam de I-12 tijdelijk de functie over van de I-10. 

## Belangrijke steden aan de I-12
Baton Rouge - Hammond - Slidell